# 울트라맨 가이아
1998년 9월에 방영한 울트라 시리즈로 작품이고 헤이세이 울트라 시리즈 세번째 작품이다.